# Jenson (Band)
Jenson war eine 2005 in München gegründete deutsche Rockband. Jenson spielten Rock, der von Alternative beeinflusst ist.

## Geschichte
Nach der Gründung 2005 veröffentlichten die vier Münchener ihre erste EP typisch deutsch?. Die Proberaumaufnahmen wurden vom späteren Albumproduzenten Klaus Scheuermann gemastert. Knapp 1000 CDs wurden im ersten Jahr verkauft. Anschließend erschien die Selfmade-DVD typisch tour?, welche das selbstgedrehte Material der Jungs vom ersten Bandjahr zeigt. 2006 werden Jenson für ein Konzert nach New York eingeladen und spielen mitten am Broadway in einem Live-Club.
Nach Unterzeichnung des Plattenvertrages im Juni 2007 erschien am 27. Juli 2007 die Debütsingle Wir werden…. Stark zur Bekanntheit der Band hat auch beigetragen, dass Premiere/Sat.1 die Single als Teasersong für den DFL-Ligapokal 2007 eingesetzt hat. Das Debütalbum Großstadtschmutz erschien im April 2008.
Ende 2009 begannen die Aufnahmen zum zweiten Album. Zusammen mit dem Blackmail-Gitarristen und -Produzenten Kurt Ebelhäuser entstand ein neues Werk, das sich mehr in die Richtung Indie-Rock bewegte. Die Band hat sich Ende 2010 getrennt. Im Juli und August 2012 erschienen die Single Bitte kauf mir Liebe als Digital-Release und das Album Auf nie mehr Wiedersehen.
Ab Mai 2020 erschien der Podcast mit dem Titel „Möchtegern Rockstars – erfolgreich scheitern“, den Manuel Weiss und Florian Pfisterer produzierten. Inhaltlich geht es um die Geschichte der Rockband Jenson von 2005 bis 2010 und wieso das Quartett am Ende trotz aller Bemühungen und Plattenvertrag scheiterte.

## Mitglieder
- Florian Pfisterer (* 1978) war Sänger und Gitarrist bei Jenson. Aufgewachsen ist er in Isny im Allgäu und spielte schon früh in verschiedenen Bands. Er ist als Songwriter und Produzent unter dem Künstlernamen FloP aktiv und seit 2012 ist er Mitglied bei Da Rocka & da Waitler.
- Nils Klippe (* 1981) war Gitarrist und Sänger bei Jenson. Er ist in München aufgewachsen und spielte vor Jenson als Gitarrist in einer Skaband namens Ill at ease. Seit 2011 ist er Frontmann der Elektropop-Band Frank in Fahrt.
- Manuel Weiss (* 1982) war Schlagzeuger bei Jenson. Er wuchs in München auf und lebte in seiner Jugend in Paris. Mittlerweile ist er als Autor, Regisseur und Produzent tätig.
- Stefan Blöckinger (* 1982) war Bassist bei Jenson. Er ist in München geboren und aufgewachsen. Stefan spielte als Hobby in kleineren Münchner Punkbands und kam als letzter zu Jenson.

## Diskografie

### Singles
- 2007: Wir werden…
- 2008: Du machst mich kaputt!
- 2008: Zweisam einsam
- 2012: Bitte kauf mir Liebe

### EPs
- 2005: typisch deutsch?

### Alben
- 2008: Großstadtschmutz
- 2012: Auf nie mehr Wiedersehen

### Videoalben
- 2006: typisch tour?